# Obergruppenführer

Le mostrine da Obergruppenführer post-aprile 1942

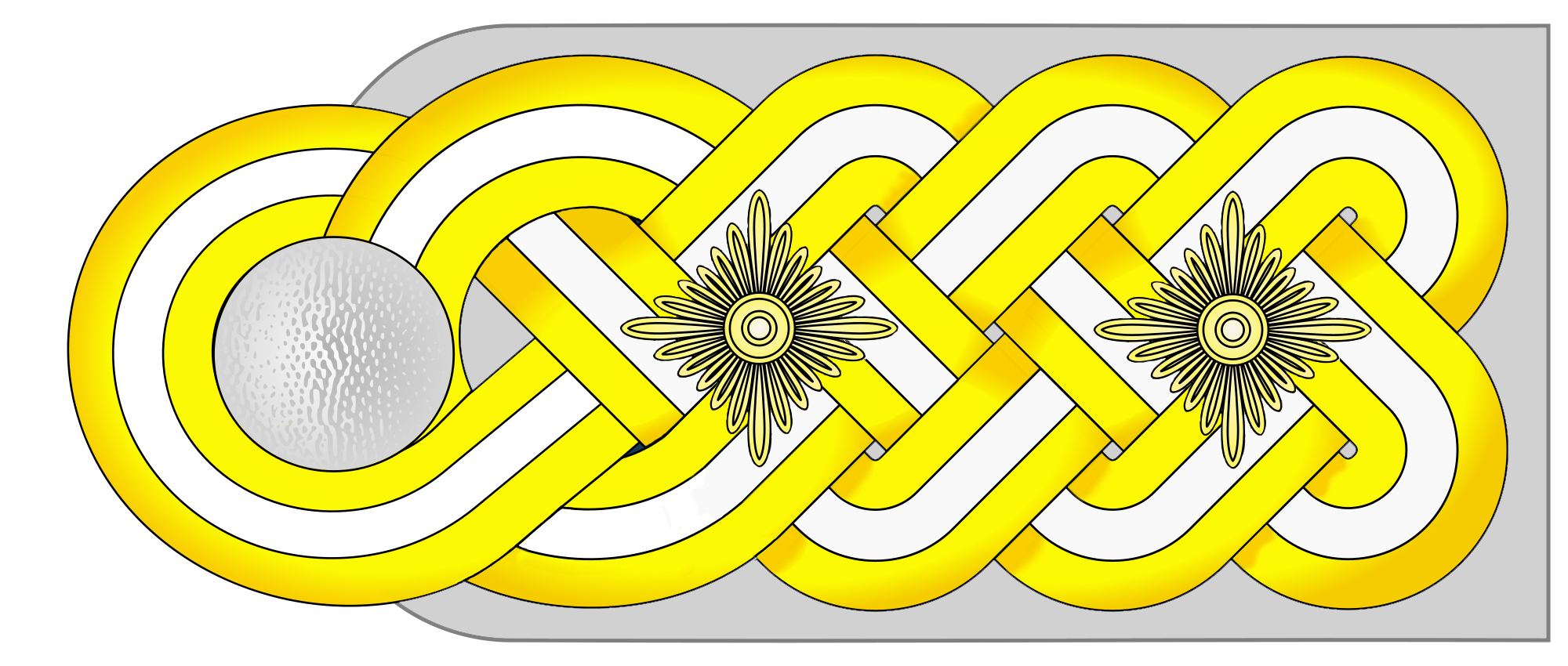
Spallina di servizio

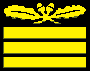
Distintivo su mimetica

L'Obergruppenführer era un grado paramilitare del Partito nazionalsocialista creato nel 1932 come un grado delle SA. Fino al 1942, è stato il massimo grado, inferiore solo al Reichsführer-SS (Heinrich Himmler). Letteralmente traducibile in "Comandante di Gruppo Superiore", il grado di SA-Obergruppenführer è stato concesso a membri dell'Oberste SA-Führung (comando supremo delle SA) e anche da comandanti veterani di alcuni SA-Gruppen (gruppi SA). Il grado di Obergruppenführer era considerato superiore al titolo precedente di Gruppenführer, "Comandante di Gruppo".

## Storia
In qualità di grado delle SS, l'Obergruppenführer è stato creato a causa della crescita e dell'espansione delle SS di Heinrich Himmler, tra l'altro uno dei primi a ricevere tale grado, detenuto  contemporaneamente al titolo di Reichsführer-SS (in quel momento infatti il Reichsführer-SS era un semplice titolo e non un grado).
Agli albori delle SS, il rango di Obergruppenführer è stato occasionalmente usato per graduare due leader delle SS di pari anzianità, in modo da evitare una lotta di potere all'interno del partito nazista. Uno di questi era Kurt Daluege, che comandava la maggior parte delle SS nella regione di Berlino tra il 1930 e il 1934. Per evitare che le divisioni delle SS avessero due entità separate, una con sede in Germania del Nord e l'altra in Baviera, Adolf Hitler promosse Daluege al nuovo rango di Obergruppenführer rendendolo pari grado di Himmler.
Dopo la notte dei lunghi coltelli, le SS e le SA diventarono due organizzazioni completamente separate: le SA continuarono ad utilizzare il rango di Obergruppenführer, ma il titolo acquisito conobbe la sua massima importanza e predominanza soprattutto nelle SS. Con il partito nazista al potere, e l'agenzia statale delle SS della Germania, l'SS-Obergruppenführer era considerato il più alto grado delle Allgemeine-SS (equivalente a tenente generale) con l'eccezione di rango speciale di Himmler, il quale ricopriva il ruolo di Reichsführer-SS. All'interno delle Waffen-SS, il rango è arrivato a essere considerato l'equivalente di un generale dell'esercito, con la denominazione - und General der Waffen-SS. Allo stesso modo il titolo veniva applicato a Generali della Ordnungspolizei e/o altre organizzazioni di polizia che detenevano pari grado nelle SS con la denominazione und General der Polizei.
Novantotto uomini ebbero il grado di SS-Obergruppenführer, ventuno dei quali servirono nelle Waffen-SS. Il rango sarebbe rimasto il più alto grado di ufficiale-generale delle SS fino ad aprile 1942, quando fu creato il grado di SS-Oberst-Gruppenführer.
Il rango di Obergruppenführer è stato ricoperto da alcuni dei gerarchi più noti delle SS, come Reinhard Heydrich, Hans Frank ed Ernst Kaltenbrunner. Karl Wolff era un altro gerarca delle SS titolare di questo rango, che è stato catturato vivo dagli Alleati dopo la fine della seconda guerra mondiale. SS-Obergruppenführer fu anche il grado standard per i leader delle SS e della polizia e comandanti dei corpi d'armata delle Waffen-SS.